# Puerto Colombia (Atlantico)
Puerto Colombia è un comune della Colombia facente parte del dipartimento dell'Atlantico.
Il centro abitato venne fondato da Francisco Javier Cisneros nel 1888, mentre l'istituzione del comune è del 24 giugno 1905.